# بينادريل
بينادريل هو الاسم التجاري للعدد من أدوية مضادات الهستامين والتي تستخدم لعلاج الحساسية.
في الولايات المتحدة وكندا، تعتبر الجيل الأول لمضادات الهستامين دايفينهيدرامين. دايفينهيدرامين يمكن أيضا ان يسبب النعاس. إن هذا المنتج لا ينصح لإستخدامه كمنوم للأطفال. بعض المنتجات يتم تسويقها في أستراليا وفي نيوزيلندا ك دواء لعلاج السعال مع تضمين اسم بينادريل الذي يحتوي على دايفينهيدرامين.
في المملكة المتحدة، إن العنصر الفعال غالبا ما يكون مضادات الهيستامين أكريفاستين، أو السيتريزين.
يتوفر بينادريل للإستخدام عن طريق الفم أو موضعي. يتم تسويقه من دون وصفة طبية من قبل شركة Johnson & Johnson التابع ل ماكنيل الرعاية الصحية الإستهلاكية McNeil Consumer Healthcare)). قبل عام 2007 , لقد تم تسويق بينادريل من قبل فايزر لخدمات الرعاية الصحية الاستهلاكية (Pfizer Consumer Healthcare).